# Solrød (municipio)
El municipio de Solrød es un municipio (kommune) en el oriente de la isla de Selandia, Dinamarca. Forma parte de la región administrativa de Selandia. Su capital administrativa y mayor localidad es la ciudad de Solrød Strand. Tiene una población de 21.156 habitantes en 2012.
Solrød, con un área de 40 km², es el municipio más pequeño de su región. Limita con Roskilde al oeste, con Greve al norte, con la bahía de Køge al oeste, y con Køge al sur.
El municipio fue establecido desde 1970, cuando formaba parte de la hoy desaparecida provincia de Roskilde. En 2007, con la entrada en vigor de la reforma territorial danesa, se integró a la nueva región de Selandia, pero, al contrario de muchos municipios, su territorio quedó intacto.

## Localidades
Solrød cuenta con una población de 33.153 habitantes en el año 2012. Tiene 5 localidades urbanas (byer), en las que residen 20.210 habitantes. Un total de 907 personas reside en localidades rurales (localidades con menos de 200 habitantes).
| Localidades más pobladas de Solrød |                |                  |
| Nº                                 | Localidad      | Población (2012) |
| 1                                  | Solrød Strand  | 15.159           |
| 2                                  | Havdrup        | 3.992            |
| 3                                  | Jersie         | 530              |
| 4                                  | Solrød         | 476              |
| 5                                  | Lille Skensved | 60               |